# Hanns Otto Münsterer

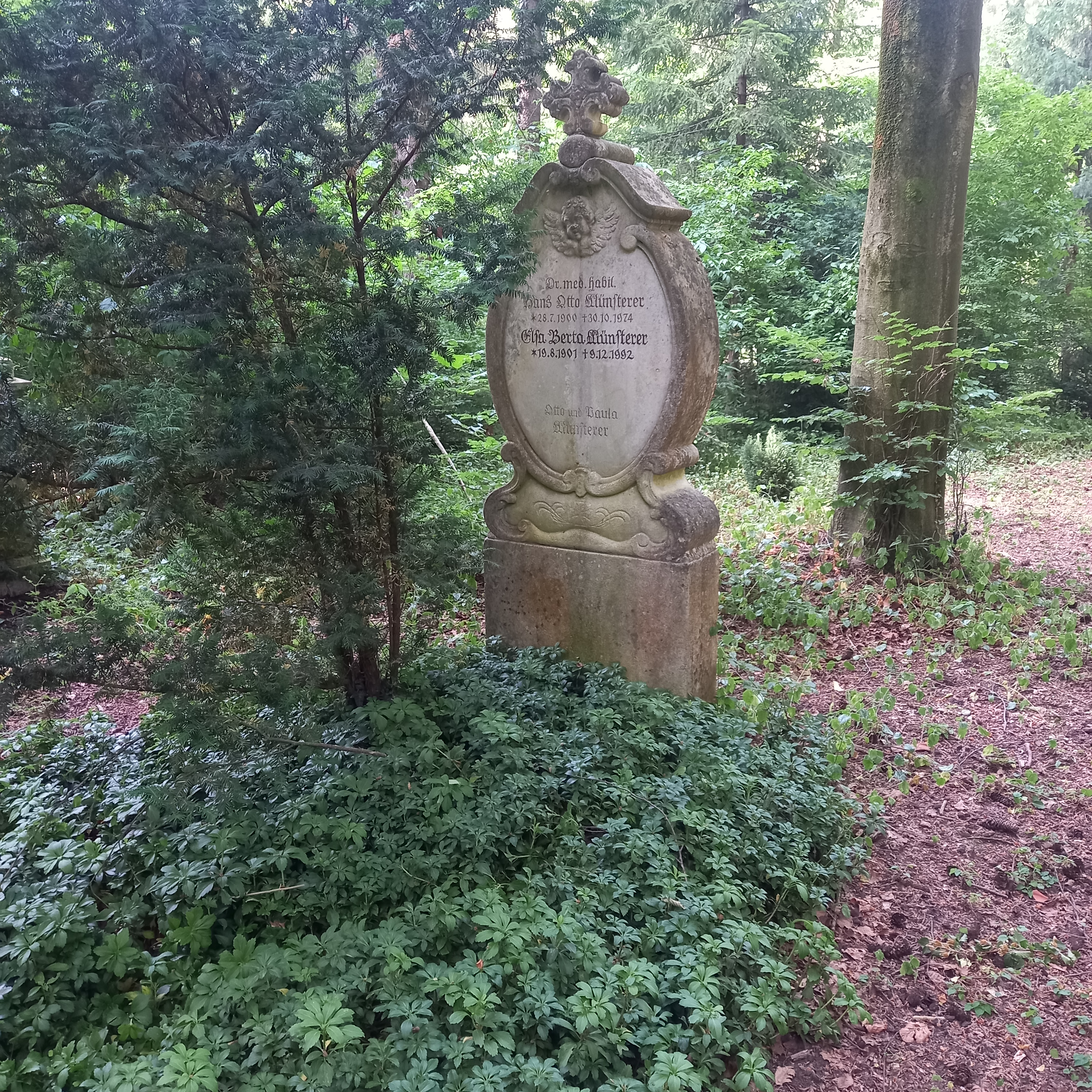
Das Grab von Hanns Otto Münsterer und seiner Ehefrau Berta geborene Nebelung auf dem Waldfriedhof (München)

Hanns Otto Münsterer (* 28. Juli 1900 in Duß (Lothringen); † 30. Oktober 1974 in München) war ein deutscher Mediziner, Schriftsteller und Volkskundler.

## Leben
Hanns Otto Münsterer war der Sohn eines Kavallerieoffiziers der bayerischen Armee. Er wuchs in Pasing bei München und Augsburg auf und wurde von Privatlehrern unterrichtet. Von Herbst 1917 bis 1920 verband ihn in Augsburg eine enge Freundschaft mit dem jungen Bertolt Brecht; in diese Zeit fallen Münsterers erste lyrische Versuche.
Von 1919 bis 1924 studierte Münsterer in München und Wien Medizin. Er spezialisierte sich auf Dermatologie und machte sich durch seine Forschungen auf diesen Fachgebiet einen Namen. Nachdem er zuerst an der Landesimpfanstalt in München tätig gewesen war, wirkte er von 1938 bis 1945 als Oberarzt an der Dermatologischen Universitätsklinik in München. 1942 erfolgte seine Habilitation. Nach 1945 gab er seinen Posten im Krankenhaus auf und ließ sich in München als Hautarzt nieder.
In der Zeit nach dem Zweiten Weltkrieg verlegte sich Münsterer auf die volkskundliche Forschung, die ihn bereits seit seiner Augsburger Zeit interessiert hatte. Er wurde zum Spezialisten für Amulette und Volksmedizin und trug eine bedeutende Sammlung religiöser Volkskunst zusammen. Ab 1958 nahm er auch wieder seine literarische Tätigkeit auf; es entstanden Gedichte, Tagebücher und ein Buch über seine Zeit mit Bertolt Brecht.
Von Münsterers literarischen Werken (neben zahlreichen Gedichten entstanden in den 1930er Jahren auch drei Romane) wurden zu Lebzeiten des Autors nur vereinzelte Gedichte veröffentlicht. Während einzelne seiner Texte 1932 und 1934 noch im Rundfunk gelesen worden waren, wurde der Autor 1937 aus der „Reichsschrifttumskammer“ ausgeschlossen und erhielt Schreibverbot. Münsterers Lyrik besteht in erster Linie aus modernen Balladen, die während seiner Augsburger Zeit entstanden und in ihrer Mischung aus Romantik und Antibürgerlichkeit stark an den frühen Brecht erinnern. In späteren Jahren verfasste Münsterer vorwiegend melancholische Gedankenlyrik, die erst nach seinem Tode veröffentlicht wurde.

## Werke
- Fünf Balladen, Augsburg 1925
- Das Passional, Augsburg 1926
- Gonorrhoe-Probleme der Gegenwart, Stuttgart 1947
- Bert Brecht, Zürich 1963
- Mancher Mann, Frankfurt am Main 1980
- Amulettkreuze und Kreuzamulette, Regensburg 1983